# Cromato de sodio
El cromato de sodio, de fórmula Na2CrO4, es un compuesto químico sólido de color amarillo que se utiliza como inhibidor de corrosión en la industria del petróleo, como tinte auxiliar en la industria textil, como conservante de la madera, y como especialidad farmacéutica de diagnóstico para determinar el volumen de los glóbulos rojos.
Se obtiene de la reacción entre el dicromato de sodio y el hidróxido de sodio. Es higroscópico y puede formar hidratos tetra-, hexa-, y deca-. El cromato de sodio, al igual que otros compuestos de cromo hexavalente, puede ser cancerígeno.
La sustancia es un fuerte oxidante. Es soluble en agua, produciendo una solución débilmente básica.